# Beatriz Enríquez de Arana
Beatriz Enríquez de Arana (Santa Maria di Trassierra, 1465 – Santa María de Trassierra, 1521) è stata un'amante spagnola di Cristoforo Colombo e madre di Fernando Colombo, figlio naturale di entrambi, che in seguito riconobbe ufficialmente.

## Biografia
Beatriz è nata nel piccolo villaggio di Santa Maria di Trassierra (vicino a Cordova) da una famiglia di contadini e piccoli azionisti, aveva due fratelli.
Secondo lo storico Rafael Ramírez de Arellano, suo padre (o patrigno) era Pedro de Torquemada di origine converso e sua madre era Ana Núñez de Arana. Nella sua storia di Cordova, spiega che lei e suo fratello Peter hanno preso il nome della loro zia materna, Mayor Enríquez de Arana. Era uno dei parenti che li accolsero (forse con Francisco Enríquez de Arana, un produttore di vino) quando rimasero orfani nel 1471. Le famiglie Núñez de Arana erano piccoli proprietari terrieri di mezzi modesti, Beatriz sapeva leggere e scrivere, cosa insolita all'epoca, il che indica che aveva raggiunto un certo status. La maggior parte degli storici concorda sul fatto che lo status sociale inferiore di Beatriz è la ragione per cui Colombo non la sposò mai, poiché aspirava a una donna di maggiore importanza per trarne beneficio per le sue imprese.

### Relazione con Colombo
Nel 1479 Colombo si era recato a Lisbona, per condurre affari e visitare suo fratello, dove incontrò e sposò Filipa Moniz intorno al 1479 o 1480, da cui ebbe un figlio di nome Diego. Secondo alcuni storici, la moglie di Colombo morì nel 1484, altri ipotizzano che possa averla semplicemente abbandonata e preso con sé il bambino, che allora aveva circa cinque anni, per poi trasferirsi in Spagna.
All'inizio del 1486, Colombo viveva alla corte dei monarchi spagnoli a Siviglia, mentre cercava di convincerli a finanziare la sua "Impresa delle Indie". In quel periodo, il re Ferdinando V e la regina Isabella I erano occupati nel tentativo di riunificare la Spagna. Erano interessati all'idea di Colombo, ma non potevano prestargli la loro piena attenzione mentre era in corso la guerra a Granada contro i Mori. Nel frattempo, a Colombo fu data la sussistenza e gli fu permesso di soggiornare nel castello dei monarchi a Cordova poiché il suo progetto prometteva la possibilità di ricchezze future e la diffusione del cristianesimo.
In attesa di una decisione e di un altro incontro con i monarchi spagnoli, Colombo ha patrocinato un negozio come farmacista locale, gestito da persone provenienti da Genova, sua probabile città natale. In farmacia divenne amico di un giovane basco di nome Diego de Arana.
Diego aveva due cugini orfani nella sua famiglia: Beatriz Enríquez de Arana e suo fratello Pedro Enríquez de Arana. Diego presentò Beatriz, allora di 20 o 21 anni, al 35enne Colombo nel 1487. Nell'agosto 1488 ebbero un figlio di nome Ferdinand (alias Hernando Colon), ma non si sposarono. La famiglia di Diego, che adottò Beatriz, aveva una prospera attività vinicola. Potrebbero aver aiutato Colombo con i soldi per le sue spedizioni.
Quando Colombo partì per la sua prima spedizione nel Nuovo Mondo, i due bambini, Diego e Ferdinand, furono consegnati a Beatriz per educarli. La cura che ha dato loro è stata notata, e lodata, dalla regina Isabella. Alcuni storici pensano che il premio in denaro destinato all'uomo di vedetta che sarebbe stato il primo a individuare la terra sia andato invece all'amante di Colombo.
Quando Colombo morì, lasciò alcune disposizioni per lei nel suo testamento, ordinando a suo figlio Diego di tenerla con rispetto e di mantenere un'indennità annuale. Diego sembra essere stato un po' negligente con i pagamenti; l'ultimo atto registrato di Beatriz nel 1521 fu l'assunzione di un avvocato per raccogliere un po' di soldi, e il testamento di Diego scritto nel 1532 conteneva una direttiva secondo cui qualsiasi somma non pagata negli ultimi tre o quattro anni doveva essere pagata agli eredi di Beatriz.
Non sono state registrate né la causa, né la data esatta di morte, ma si presume che abbia avuto luogo poco dopo il 1521.

### Approfondimenti
- Curtis, William Eleroy, The relics of Columbus: an illustrated description of the historical collection in the monastery of La Ra, William H. Lowdermilk Company, 1893, p. 117 item 521
- Davidson, Miles H., Columbus then and now, University of Oklahoma Press, 1997, pp. 152–158, ISBN 0-8061-2934-4
- Duro, Cesáreo Fernández, Colón Y La Historia Póstuma, BiblioBazaar, LLC, 2008, pp. 184–163, 217, ISBN 0-559-79785-0
- Foster, Genevieve, The World of Columbus and Sons, Charles Scribner's Sons 1965, pp. 133–145, Library of Congress Catalog Card No. 65-18410
- Markham, Clements Robert, Life of Christopher Columbus, G. Philip & Son, ltd., 1902, pp. 60–63
- Ryan, Sara Agnes, Christopher Columbus in Poetry, History and Art, The Mayer and Miller company, 1917, p. 4